# Telemark-Weltcup 2013/14
Der Telemark-Weltcup 2013/14 ist eine vom Weltskiverband FIS zwischen 29. November 2013 und dem 29. März 2014 in Europa und Nordamerika ausgetragene Wettkampfserie im Telemarken. Vom 22. und 24. März 2014 finden im norwegischen Geilo die Telemark-Junioren-Weltmeisterschaften.

## Austragungsorte
Hintertux:
- 29. November 2013
- 30. November 2013
- 1. Dezember 2013

 Les Contamines-Montjoie:
- 21. Dezember 2013
- 22. Dezember 2013
- 23. Dezember 2013

 Rauris:
- 17. Januar 2014
- 18. Januar 2014

 Bohinj:
- 25. Januar 2014
- 26. Januar 2014

 Steamboat Springs:
- 11. Februar 2014
- 12. Februar 2014
- 13. Februar 2014
- 14. Februar 2014

 Funäsdalen:
- 18. März 2014
- 19. März 2014

 Geilo:
- 22. März 2014
- 23. März 2014
- 24. März 2014

 Rjukan:
- 27. März 2014
- 28. März 2014
- 29. März 2014

## Teilnehmer
Sportlerinnen und Sportler aus ? Nationen nahmen an der Telemark-Weltcup 2013/14 teil.
- Deutschland
- Frankreich
- Italien
- Kanada
- Norwegen
- Österreich
- Slowenien
- Schweden
- Schweiz
- Ungarn
- Vereinigte Staaten
- Vereinigtes Königreich

## Männer

### Resultate
| 1. Weltcup in Hintertux, 29. November 2013 – 1. Dezember 2013 | 1. Weltcup in Hintertux, 29. November 2013 – 1. Dezember 2013 | 1. Weltcup in Hintertux, 29. November 2013 – 1. Dezember 2013 | 1. Weltcup in Hintertux, 29. November 2013 – 1. Dezember 2013 | 1. Weltcup in Hintertux, 29. November 2013 – 1. Dezember 2013 |
| ------------------------------------------------------------- | ------------------------------------------------------------- | ------------------------------------------------------------- | ------------------------------------------------------------- | ------------------------------------------------------------- |
| Datum                                                         | Disziplin                                                     | Erster Platz                                                  | Zweiter Platz                                                 | Dritter Platz                                                 |
| 29. November 2013 (Fr.)                                       | Sprint                                                        | Nicolas Michel                                                | Tobias Müller                                                 | Philippe Lau                                                  |
| 30. November 2013 (Sa.)                                       | Sprint 1                                                      | Tobias Müller                                                 | Bastien Dayer                                                 | Nicolas Michel                                                |
| 1. Dezember 2013 (So.)                                        | Parallel-Sprint                                               | Tobias Müller                                                 | Nicolas Michel                                                | Bastien Dayer                                                 |

| 2. Weltcup in Les Contamines-Montjoie, 21. Dezember 2013 – 23. Dezember 2013 | 2. Weltcup in Les Contamines-Montjoie, 21. Dezember 2013 – 23. Dezember 2013 | 2. Weltcup in Les Contamines-Montjoie, 21. Dezember 2013 – 23. Dezember 2013 | 2. Weltcup in Les Contamines-Montjoie, 21. Dezember 2013 – 23. Dezember 2013 | 2. Weltcup in Les Contamines-Montjoie, 21. Dezember 2013 – 23. Dezember 2013 |
| ---------------------------------------------------------------------------- | ---------------------------------------------------------------------------- | ---------------------------------------------------------------------------- | ---------------------------------------------------------------------------- | ---------------------------------------------------------------------------- |
| Datum                                                                        | Disziplin                                                                    | Erster Platz                                                                 | Zweiter Platz                                                                | Dritter Platz                                                                |
| 21. Dezember 2013 (Sa.)                                                      | Sprint                                                                       | Tobias Müller                                                                | Bastien Dayer                                                                | Nicolas Michel                                                               |
| 22. Dezember 2013 (So.)                                                      | Parallel-Sprint                                                              | Philippe Lau                                                                 | Tobias Müller                                                                | Nicolas Michel                                                               |
| 23. Dezember 2013 (Mo.)                                                      | Sprint                                                                       | Tobias Müller                                                                | Nicolas Michel                                                               | Philippe Lau                                                                 |

| 3. Weltcup in Rauris, 17. Januar 2014 und 18. Januar 2014 | 3. Weltcup in Rauris, 17. Januar 2014 und 18. Januar 2014 | 3. Weltcup in Rauris, 17. Januar 2014 und 18. Januar 2014 | 3. Weltcup in Rauris, 17. Januar 2014 und 18. Januar 2014 | 3. Weltcup in Rauris, 17. Januar 2014 und 18. Januar 2014 |
| --------------------------------------------------------- | --------------------------------------------------------- | --------------------------------------------------------- | --------------------------------------------------------- | --------------------------------------------------------- |
| Datum                                                     | Disziplin                                                 | Erster Platz                                              | Zweiter Platz                                             | Dritter Platz                                             |
| 17. Januar 2014 (Fr.)                                     | Sprint                                                    | Philippe Lau                                              | Trym Løken                                                | Carl Jørgen Holst                                         |
| 18. Januar 2014 (Sa.)                                     | Classic                                                   | Tobias Müller                                             | Clement Bergeretti                                        | Trym Løken                                                |

| 4. Weltcup in Bohinj, 25. Januar 2014 und 26. Januar 2014 | 4. Weltcup in Bohinj, 25. Januar 2014 und 26. Januar 2014 | 4. Weltcup in Bohinj, 25. Januar 2014 und 26. Januar 2014 | 4. Weltcup in Bohinj, 25. Januar 2014 und 26. Januar 2014 | 4. Weltcup in Bohinj, 25. Januar 2014 und 26. Januar 2014 |
| --------------------------------------------------------- | --------------------------------------------------------- | --------------------------------------------------------- | --------------------------------------------------------- | --------------------------------------------------------- |
| Datum                                                     | Disziplin                                                 | Erster Platz                                              | Zweiter Platz                                             | Dritter Platz                                             |
| 25. Januar 2014 (Sa.)                                     | Sprint                                                    | Wettkampf abgesagt                                        | Wettkampf abgesagt                                        | Wettkampf abgesagt                                        |
| 26. Januar 2014 (So.)                                     | Sprint                                                    | Wettkampf abgesagt                                        | Wettkampf abgesagt                                        | Wettkampf abgesagt                                        |

| 5. Weltcup in Steamboat Springs, 11. Februar 2014 – 14. Februar 2014 | 5. Weltcup in Steamboat Springs, 11. Februar 2014 – 14. Februar 2014 | 5. Weltcup in Steamboat Springs, 11. Februar 2014 – 14. Februar 2014 | 5. Weltcup in Steamboat Springs, 11. Februar 2014 – 14. Februar 2014 | 5. Weltcup in Steamboat Springs, 11. Februar 2014 – 14. Februar 2014 |
| -------------------------------------------------------------------- | -------------------------------------------------------------------- | -------------------------------------------------------------------- | -------------------------------------------------------------------- | -------------------------------------------------------------------- |
| Datum                                                                | Disziplin                                                            | Erster Platz                                                         | Zweiter Platz                                                        | Dritter Platz                                                        |
| 11. Februar 2014 (Di.)                                               | Classic                                                              | Tobias Müller                                                        | Jonas Schmid                                                         | Bastien Dayer                                                        |
| 12. Februar 2014 (Mi.) 1                                             | Classic                                                              | Tobias Müller                                                        | Bastien Dayer                                                        | Antoine Bouvier                                                      |
| 13. Februar 2014 (Do.)                                               | Sprint                                                               | Philippe Lau                                                         | Jonas Schmid                                                         | Trym Løken                                                           |
| 14. Februar 2014 (Fr.)                                               | Parallel-Sprint                                                      | Tobias Müller                                                        | Bastien Dayer                                                        | Jonas Schmid                                                         |

| 6. Weltcup in Funäsdalen, 18. März 2014 und 19. März 2014 | 6. Weltcup in Funäsdalen, 18. März 2014 und 19. März 2014 | 6. Weltcup in Funäsdalen, 18. März 2014 und 19. März 2014 | 6. Weltcup in Funäsdalen, 18. März 2014 und 19. März 2014 | 6. Weltcup in Funäsdalen, 18. März 2014 und 19. März 2014 |
| --------------------------------------------------------- | --------------------------------------------------------- | --------------------------------------------------------- | --------------------------------------------------------- | --------------------------------------------------------- |
| Datum                                                     | Disziplin                                                 | Erster Platz                                              | Zweiter Platz                                             | Dritter Platz                                             |
| 18. März 2014 (Di.)                                       | Sprint                                                    | Tobias Müller                                             | Bastien Dayer                                             | Antoine Bouvier                                           |
| 19. März 2014 (Mi.)                                       | Parallel-Sprint                                           | Sondre Kristenstuen                                       | Philippe Lau                                              | Tobias Müller                                             |

| 7. Weltcup in Geilo, 22. März 2014 – 24. März 2014 | 7. Weltcup in Geilo, 22. März 2014 – 24. März 2014 | 7. Weltcup in Geilo, 22. März 2014 – 24. März 2014 | 7. Weltcup in Geilo, 22. März 2014 – 24. März 2014 | 7. Weltcup in Geilo, 22. März 2014 – 24. März 2014 |
| -------------------------------------------------- | -------------------------------------------------- | -------------------------------------------------- | -------------------------------------------------- | -------------------------------------------------- |
| Datum                                              | Disziplin                                          | Erster Platz                                       | Zweiter Platz                                      | Dritter Platz                                      |
| 22. März 2014 (Sa.)                                | Parallel-Sprint                                    | Tobias Müller                                      | Olle Collberg                                      | Trym Løken                                         |
| 23. März 2014 (So.)                                | Sprint                                             | Tobias Müller                                      | Nicolas Michel                                     | Sondre Kristenstuen                                |
| 24. März 2014 (Mo.)                                | Classic                                            | Tobias Müller                                      | Bastien Dayer                                      | Trym Løken                                         |

| 8. Weltcup in Rjukan, 27. März 2014 – 29. März 2014 | 8. Weltcup in Rjukan, 27. März 2014 – 29. März 2014 | 8. Weltcup in Rjukan, 27. März 2014 – 29. März 2014 | 8. Weltcup in Rjukan, 27. März 2014 – 29. März 2014 | 8. Weltcup in Rjukan, 27. März 2014 – 29. März 2014 |
| --------------------------------------------------- | --------------------------------------------------- | --------------------------------------------------- | --------------------------------------------------- | --------------------------------------------------- |
| Datum                                               | Disziplin                                           | Erster Platz                                        | Zweiter Platz                                       | Dritter Platz                                       |
| 27. März 2014 (Do.)                                 | Classic                                             | Tobias Müller                                       | Philippe Lau                                        | Jonas Schmid                                        |
| 28. März 2014 (Fr.)                                 | Parallel-Sprint                                     | Tobias Müller                                       | Trym Løken                                          | Clement Bergeretti                                  |
| 29. März 2014 (Sa.)                                 | Sprint                                              | Bastien Dayer                                       | Trym Løken                                          | Sondre Kristenstuen                                 |

### Gesamtwertungen
| Rang | Name                | Punkte |
| ---- | ------------------- | ------ |
| 01.  | Tobias Müller       | 1724   |
| 02.  | Philippe Lau        | 1101   |
| 03.  | Bastien Dayer       | 1066   |
| 04.  | Trym Løken          | 910    |
| 05.  | Nicolas Michel      | 882    |
| 06.  | Antoine Bouvier     | 732    |
| 07.  | Clement Bergeretti  | 711    |
| 08.  | Jonas Schmid        | 592    |
| 09.  | Olle Collberg       | 526    |
| 10.  | Sondre Kristenstuen | 501    |

| Rang | Name               | Punkte |
| ---- | ------------------ | ------ |
| 11.  | Chris Lau          | 364    |
| 12.  | Reto Niederberger  | 314    |
| 13.  | Luka Pintar        | 297    |
| 14.  | Igor Fiard         | 257    |
| 15.  | Aadne Kristenstuen | 248    |
| 16.  | Amund Valde        | 233    |
| 17.  | Sven Lau           | 214    |
| 18.  | Saso Ales          | 205    |
| 19.  | Matti Lopez        | 196    |
| 20.  | Gaetan Procureur   | 183    |

| Rang | Name                | Punkte |
| ---- | ------------------- | ------ |
| 21.  | Charlie Fradet      | 182    |
| 22.  | Tanner Visnick      | 167    |
| 23.  | Carl Jørgen Holst   | 143    |
| 24.  | Thomas Rufer        | 116    |
| 25.  | Rok Smejic          | 110    |
| 26.  | Guillaume Issautier | 105    |
| 27.  | Svan Blain          | 095    |
| 27.  | Lasse Sköre         | 095    |
| 29.  | Julien Prevot       | 094    |
| 30.  | Thomas Wielandner   | 090    |

| Rang | Name               | Punkte |
| ---- | ------------------ | ------ |
| 01.  | Tobias Müller      | 500    |
| 02.  | Bastien Dayer      | 280    |
| 03.  | Philippe Lau       | 243    |
| 04.  | Antoine Bouvier    | 232    |
| 05.  | Trym Løken         | 232    |
| 06.  | Clement Bergeretti | 231    |
| 07.  | Jonas Schmid       | 198    |
| 08.  | Nicolas Michel     | 124    |
| 09.  | Olle Collberg      | 115    |
| 10.  | Tanner Visnick     | 105    |

| Rang | Name                | Punkte |
| ---- | ------------------- | ------ |
| 01.  | Tobias Müller       | 684    |
| 02.  | Philippe Lau        | 533    |
| 03.  | Bastien Dayer       | 501    |
| 04.  | Nicolas Michel      | 498    |
| 05.  | Trym Løken          | 408    |
| 06.  | Antoine Bouvier     | 335    |
| 07.  | Clement Bergeretti  | 275    |
| 08.  | Jonas Schmid        | 239    |
| 09.  | Sondre Kristenstuen | 231    |
| 10.  | Chris Lau           | 216    |

| Rang | Name                | Punkte |
| ---- | ------------------- | ------ |
| 01.  | Tobias Müller       | 540    |
| 02.  | Philippe Lau        | 325    |
| 03.  | Bastien Dayer       | 285    |
| 04.  | Trym Løken          | 270    |
| 05.  | Nicolas Michel      | 260    |
| 06.  | Clement Bergeretti  | 205    |
| 06.  | Olle Collberg       | 205    |
| 08.  | Sondre Kristenstuen | 185    |
| 09.  | Antoine Bouvier     | 165    |
| 10.  | Jonas Schmid        | 155    |

## Frauen

### Resultate
| 1. Weltcup in Hintertux, 29. November 2013 – 1. Dezember 2013 | 1. Weltcup in Hintertux, 29. November 2013 – 1. Dezember 2013 | 1. Weltcup in Hintertux, 29. November 2013 – 1. Dezember 2013 | 1. Weltcup in Hintertux, 29. November 2013 – 1. Dezember 2013 | 1. Weltcup in Hintertux, 29. November 2013 – 1. Dezember 2013 |
| ------------------------------------------------------------- | ------------------------------------------------------------- | ------------------------------------------------------------- | ------------------------------------------------------------- | ------------------------------------------------------------- |
| Datum                                                         | Disziplin                                                     | Erster Platz                                                  | Zweiter Platz                                                 | Dritter Platz                                                 |
| 29. November 2013 (Fr.)                                       | Sprint                                                        | Amélie Reymond                                                | Laura Grenier-Soliget                                         | Simone Oehrli                                                 |
| 30. November 2013 (Sa.)                                       | Sprint 1                                                      | Amélie Reymond                                                | Simone Oehrli                                                 | Argeline Tan-Bouquet                                          |
| 1. Dezember 2013 (So.)                                        | Parallel-Sprint                                               | Amélie Reymond                                                | Jasmin Taylor                                                 | Mathilde Ilebrekke                                            |

| 2. Weltcup in Les Contamines-Montjoie, 21. Dezember 2013 – 23. Dezember 2013 | 2. Weltcup in Les Contamines-Montjoie, 21. Dezember 2013 – 23. Dezember 2013 | 2. Weltcup in Les Contamines-Montjoie, 21. Dezember 2013 – 23. Dezember 2013 | 2. Weltcup in Les Contamines-Montjoie, 21. Dezember 2013 – 23. Dezember 2013 | 2. Weltcup in Les Contamines-Montjoie, 21. Dezember 2013 – 23. Dezember 2013 |
| ---------------------------------------------------------------------------- | ---------------------------------------------------------------------------- | ---------------------------------------------------------------------------- | ---------------------------------------------------------------------------- | ---------------------------------------------------------------------------- |
| Datum                                                                        | Disziplin                                                                    | Erster Platz                                                                 | Zweiter Platz                                                                | Dritter Platz                                                                |
| 21. Dezember 2013 (Sa.)                                                      | Sprint                                                                       | Amélie Reymond                                                               | Laura Grenier-Soliget                                                        | Mathilde Ilebrekke                                                           |
| 22. Dezember 2013 (So.)                                                      | Parallel-Sprint                                                              | Amélie Reymond                                                               | Mathilde Ilebrekke                                                           | Nina Steinhauer                                                              |
| 23. Dezember 2013 (Mo.)                                                      | Sprint                                                                       | Amélie Reymond                                                               | Argeline Tan-Bouquet                                                         | Kaline Osaki                                                                 |

| 3. Weltcup in Rauris, 17. Januar 2014 und 18. Januar 2014 | 3. Weltcup in Rauris, 17. Januar 2014 und 18. Januar 2014 | 3. Weltcup in Rauris, 17. Januar 2014 und 18. Januar 2014 | 3. Weltcup in Rauris, 17. Januar 2014 und 18. Januar 2014 | 3. Weltcup in Rauris, 17. Januar 2014 und 18. Januar 2014 |
| --------------------------------------------------------- | --------------------------------------------------------- | --------------------------------------------------------- | --------------------------------------------------------- | --------------------------------------------------------- |
| Datum                                                     | Disziplin                                                 | Erster Platz                                              | Zweiter Platz                                             | Dritter Platz                                             |
| 17. Januar 2014 (Fr.)                                     | Sprint                                                    | Mathilde Ilebrekke                                        | Amélie Reymond                                            | Argeline Tan-Bouquet                                      |
| 18. Januar 2014 (Sa.)                                     | Classic                                                   | Amélie Reymond                                            | Mathilde Ilebrekke                                        | Johanna Holzmann                                          |

| 4. Weltcup in Bohinj, 25. Januar 2014 und 26. Januar 2014 | 4. Weltcup in Bohinj, 25. Januar 2014 und 26. Januar 2014 | 4. Weltcup in Bohinj, 25. Januar 2014 und 26. Januar 2014 | 4. Weltcup in Bohinj, 25. Januar 2014 und 26. Januar 2014 | 4. Weltcup in Bohinj, 25. Januar 2014 und 26. Januar 2014 |
| --------------------------------------------------------- | --------------------------------------------------------- | --------------------------------------------------------- | --------------------------------------------------------- | --------------------------------------------------------- |
| Datum                                                     | Disziplin                                                 | Erster Platz                                              | Zweiter Platz                                             | Dritter Platz                                             |
| 25. Januar 2014 (Sa.)                                     | Sprint                                                    | Wettkampf abgesagt                                        | Wettkampf abgesagt                                        | Wettkampf abgesagt                                        |
| 26. Januar 2014 (So.)                                     | Sprint                                                    | Wettkampf abgesagt                                        | Wettkampf abgesagt                                        | Wettkampf abgesagt                                        |

| 5. Weltcup in Steamboat Springs, 11. Februar 2014 – 14. Februar 2014 | 5. Weltcup in Steamboat Springs, 11. Februar 2014 – 14. Februar 2014 | 5. Weltcup in Steamboat Springs, 11. Februar 2014 – 14. Februar 2014 | 5. Weltcup in Steamboat Springs, 11. Februar 2014 – 14. Februar 2014 | 5. Weltcup in Steamboat Springs, 11. Februar 2014 – 14. Februar 2014 |
| -------------------------------------------------------------------- | -------------------------------------------------------------------- | -------------------------------------------------------------------- | -------------------------------------------------------------------- | -------------------------------------------------------------------- |
| Datum                                                                | Disziplin                                                            | Erster Platz                                                         | Zweiter Platz                                                        | Dritter Platz                                                        |
| 11. Februar 2014 (Di.)                                               | Classic                                                              | Amélie Reymond                                                       | Laura Grenier-Soliget                                                | Mathilde Ilebrekke                                                   |
| 12. Februar 2014 (Mi.) 1                                             | Classic                                                              | Amélie Reymond                                                       | Mathilde Ilebrekke                                                   | Simone Oehrli                                                        |
| 13. Februar 2014 (Do.)                                               | Sprint                                                               | Amélie Reymond                                                       | Mathilde Ilebrekke                                                   | Laura Grenier-Soliget                                                |
| 14. Februar 2014 (Fr.)                                               | Parallel-Sprint                                                      | Amélie Reymond                                                       | Simone Oehrli                                                        | Mathilde Ilebrekke                                                   |

| 6. Weltcup in Funäsdalen, 18. März 2014 und 19. März 2014 | 6. Weltcup in Funäsdalen, 18. März 2014 und 19. März 2014 | 6. Weltcup in Funäsdalen, 18. März 2014 und 19. März 2014 | 6. Weltcup in Funäsdalen, 18. März 2014 und 19. März 2014 | 6. Weltcup in Funäsdalen, 18. März 2014 und 19. März 2014 |
| --------------------------------------------------------- | --------------------------------------------------------- | --------------------------------------------------------- | --------------------------------------------------------- | --------------------------------------------------------- |
| Datum                                                     | Disziplin                                                 | Erster Platz                                              | Zweiter Platz                                             | Dritter Platz                                             |
| 18. März 2014 (Di.)                                       | Sprint                                                    | Amélie Reymond                                            | Lisa Englund                                              | Simone Oehrli                                             |
| 19. März 2014 (Mi.)                                       | Parallel-Sprint                                           | Amélie Reymond                                            | Simone Oehrli                                             | Lisa Englund                                              |

| 7. Weltcup in Geilo, 22. März 2014 – 24. März 2014 | 7. Weltcup in Geilo, 22. März 2014 – 24. März 2014 | 7. Weltcup in Geilo, 22. März 2014 – 24. März 2014 | 7. Weltcup in Geilo, 22. März 2014 – 24. März 2014 | 7. Weltcup in Geilo, 22. März 2014 – 24. März 2014 |
| -------------------------------------------------- | -------------------------------------------------- | -------------------------------------------------- | -------------------------------------------------- | -------------------------------------------------- |
| Datum                                              | Disziplin                                          | Erster Platz                                       | Zweiter Platz                                      | Dritter Platz                                      |
| 22. März 2014 (Sa.)                                | Parallel-Sprint                                    | Amélie Reymond                                     | Mathilde Ilebrekke                                 | Ida Gresaker                                       |
| 23. März 2014 (So.)                                | Sprint                                             | Amélie Reymond                                     | Mathilde Ilebrekke                                 | Laura Grenier-Soliget                              |
| 24. März 2014 (Mo.)                                | Classic                                            | Amélie Reymond                                     | Johanna Holzmann                                   | Laura Grenier-Soliget                              |

| 8. Weltcup in Rjukan, 27. März 2014 – 29. März 2014 | 8. Weltcup in Rjukan, 27. März 2014 – 29. März 2014 | 8. Weltcup in Rjukan, 27. März 2014 – 29. März 2014 | 8. Weltcup in Rjukan, 27. März 2014 – 29. März 2014 | 8. Weltcup in Rjukan, 27. März 2014 – 29. März 2014 |
| --------------------------------------------------- | --------------------------------------------------- | --------------------------------------------------- | --------------------------------------------------- | --------------------------------------------------- |
| Datum                                               | Disziplin                                           | Erster Platz                                        | Zweiter Platz                                       | Dritter Platz                                       |
| 27. März 2014 (Do.)                                 | Classic                                             | Amélie Reymond                                      | Johanna Holzmann                                    | Mathilde Ilebrekke                                  |
| 28. März 2014 (Fr.)                                 | Parallel-Sprint                                     | Amélie Reymond                                      | Laura Grenier-Soliget                               | Johanna Holzmann                                    |
| 29. März 2014 (Sa.)                                 | Sprint                                              | Amélie Reymond                                      | Simone Oehrli                                       | Mathilde Ilebrekke                                  |

### Gesamtwertungen
| Rang | Name                  | Punkte |
| ---- | --------------------- | ------ |
| 01.  | Amélie Reymond        | 1980   |
| 02.  | Mathilde Ilebrekke    | 1290   |
| 03.  | Laura Grenier-Soliget | 957    |
| 04.  | Simone Oehrli         | 921    |
| 05.  | Argeline Tan-Bouquet  | 551    |
| 06.  | Johanna Holzmann      | 487    |
| 07.  | Jasmin Taylor         | 470    |
| 08.  | Nina Steinhauer       | 373    |
| 09.  | Sara Fiskaa Haugen    | 367    |

| Rang | Name                | Punkte |
| ---- | ------------------- | ------ |
| 09.  | Anna Morrissey      | 367    |
| 11.  | Maelle Froissart    | 335    |
| 12.  | Guro Heide Kjölseth | 328    |
| 13.  | Thea Smedheim Lunde | 326    |
| 14.  | Ida Gresaker        | 319    |
| 15.  | Madi Mckinstry      | 259    |
| 16.  | Oceane Verbeck      | 236    |
| 17.  | Beatrice Zimmermann | 219    |
| 18.  | Theresea Fichtl     | 206    |

| Rang | Name           | Punkte |
| ---- | -------------- | ------ |
| 19.  | Sarah Carley   | 144    |
| 20.  | Kim Ärgerter   | 141    |
| 21.  | Lisa Englund   | 140    |
| 22.  | Kaline Osaki   | 134    |
| 23.  | Lena Attorresi | 87     |
| 24.  | Lisa Ribarich  | 77     |
| 25.  | Sara Godek     | 61     |

| Rang | Name                               | Punkte |
| ---- | ---------------------------------- | ------ |
| 01.  | Amélie Reymond                     | 500    |
| 02.  | Mathilde Ilebrekke                 | 350    |
| 03.  | Laura Grenier-Soliget              | 285    |
| 04.  | Simone Oehrli                      | 241    |
| 05.  | Johanna Holzmann                   | 220    |
| 06.  | Argeline Tan-Bouquet               | 130    |
| 07.  | Anna Morrissey                     | 119    |
| 08.  | Sara Fiskaa Haugen                 | 89     |
| 09.  | Nina Steinhauer                    | 82     |
| 10.  | Thea Smedheim Lunde Madi Mckinstry | 81     |

| Rang | Name                  | Punkte |
| ---- | --------------------- | ------ |
| 01.  | Amélie Reymond        | 880    |
| 02.  | Mathilde Ilebrekke    | 575    |
| 03.  | Simone Oehrli         | 410    |
| 04.  | Laura Grenier-Soliget | 402    |
| 05.  | Argeline Tan-Bouquet  | 326    |
| 06.  | Jasmin Taylor         | 233    |
| 07.  | Anna Morrissey        | 218    |
| 08.  | Thea Smedheim Lunde   | 215    |
| 09.  | Maelle Froissart      | 191    |
| 10.  | Nina Steinhauer       | 176    |

| Rang | Name                                     | Punkte |
| ---- | ---------------------------------------- | ------ |
| 01.  | Amélie Reymond                           | 600    |
| 02.  | Mathilde Ilebrekke                       | 390    |
| 03.  | Simone Oehrli                            | 270    |
| 04.  | Laura Grenier-Soliget                    | 270    |
| 05.  | Jasmin Taylor                            | 160    |
| 06.  | Sara Fiskaa Haugen                       | 135    |
| 07.  | Nina Steinhauer                          | 115    |
| 08.  | Johanna Holzmann                         | 100    |
| 08.  | Ida Gresaker                             | 100    |
| 10.  | Argeline Tan-Bouquet Guro Heide Kjölseth | 95     |